# Движение щецинских коммунистов
Движение щецинских коммунистов (пол. Ruch Szczecińskich Komunistów) — польская ортодоксально-коммунистическая группа в Щецине 1981 года. Действовало в период противостояния правящей компартии ПОРП с независимым профсоюзом «Солидарность». Создано по инициативе писателя Иренеуша Каминьского. Стояло на догматических позициях «партийного бетона». Жёстко конфликтовало с Щецинским профцентром Солидарности, «горизонтальными структурами» ПОРП и некоторыми функционерами воеводского комитета ПОРП. Прекратило деятельность при военном положении (с декабря 1981).

## Послеавгустовский контекст
В августе 1980 года Щецин стал одним из центров забастовочного движения. Первое из Августовских соглашений было подписано именно в Щецине 30 августа 1980. Щецинский профцентр «Солидарности» был особенно активен и радикален. Во главе его стоял Мариан Юрчик — давний активист рабочего протеста, убеждённый антикоммунист, националист и католик. Щецинская «Солидарность» делала упор на развитие производственного самоуправления, вытеснение правящей компартии ПОРП, отличалась классовыми рабочими приоритетами и жёсткой конфронтационностью (в знаменитом выступлении октября 1981 Юрчик говорил о возможных виселицах для коммунистических руководителей).
Сформировались в Щецине и «горизонтальные структуры» партийных реформаторов. Крупнейшим из таких партклубов был Щецинский партийный дискуссионный форум (SPFD). Главным идеологом и лидером SPFD выступал сотрудник Щецинского технологического университета Марек Пшигодский. SPFD выступал за демократизацию правящей компартии ПОРП и сотрудничество с «Солидарностью».
Уже осенью 1980 началась консолидация «партийного бетона». 7 ноября первым секретарём воеводского комитета ПОРП стал консервативно настроенный Казимеж Цыпрыняк (вместо прагматичного «центриста» Януша Брыха, подписавшего Щецинское соглашение с Юрчиком). В мае Цыпрыняка сменил Станислав Мискевич, ориентированный на тесный альянс партийной власти с армейским командованием, милицейской комендатурой и управлением госбезопасности.
Это стало важным побудительным сигналом к созданию Движения щецинских коммунистов (RSK). «Неформальные» группы «бетона» при различных региональных организациях ПОРП создавались тогда десятками. Среди них RSK стало четвёртой по активности и значимости — после Катовицкого партийного форума (KFP), Варшавы 80 и Познанского форума коммунистов (PFK).

## Структура и идеология

### Кадры
Первое собрание RSK состоялось в июле 1981 — как партийная платформа к IX чрезвычайному съезду ПОРП. Инициатором выступил партийный публицист и известный писатель Иренеуш Гвидон Каминьский. Читательская аудитория Каминьского, автора довольно популярных исторических романов, проявляла интерес к деятельности RSK и создавала определённую базу поддержки.
Как и в большинстве подобных организаций, основные кадры RSK происходили из консервативного партактива и «околопартийной» гуманитарной интеллигенции. Журналисты партийных изданий, лекторы, преподаватели идеологических дисциплин были встревожены переменами и враждебны «Солидарности». Свой социальный статус и привычное мировоззрение они связывали с полновластием ПОРП, коммунистическим государством ПНР и строем «реального социализма». Представительство других социальных групп — рабочих и крестьян-единоличников — было в RSK незначительным.
RSK не имело формальной оргструктуры и фиксированного членства. Единственным оформленным органом был программный совет. Его полномочия сводились к написанию документов и элементарной координации. Участники объединялись по территориальному (жители Щецина и Щецинского воеводства) и идеологическому признакам. «У нас нет никаких удостоверений и вступительных карточек. Каждый, кто считает себя коммунистом, кому не „всё равно“, кто хочет действовать, чтобы поддержать нашу социальную жизнь на принципах марксистско-ленинской теории, может присоединиться к нам» — говорилось в учредительной декларации.

### Идеи
RSK ставило задачу «формировать и пропагандировать личность коммуниста как человека с холодной головой, горячим сердцем и чистыми руками» (делалась сознательная отсылка к известному высказыванию председателя ВЧК Феликса Дзержинского, поляка по национальности). В качестве главных противников рассматривались солидаризм, социал-демократия, внутрипартийный оппортунизм и западное влияние.
Идеология и программа RSK в основном повторяли крупнейшую структуру «неформального бетона» — KFP. Многие тезисы дублировались дословно. Чтобы вторичность не выглядела совсем очевидной, иногда в щецинских текстах менялся порядок пунктов, заимствованных из Катовице. Марксистско-ленинские и сталинистские установки исходили от идеолога KFP Всеволода Волчева.
Отличительной же особенностью RSK был выраженный уклон в национал-коммунизм. Здесь просматривалось наследие «партизанской фракции» Мечислава Мочара 1960-х. Отражались и персональные воззрения Иренеуша Каминьского — активиста объединения «Грюнвальд», увлечённого историей средневековой Польши.
Позиции RSK характеризовались резким антизападничеством. Негативно оценивалась даже западная благотворительная помощь Польше: «Мы считаем, что это оскорбляет достоинство поляков, подвергает нас насмешкам и пренебрежению со стороны других народов». Каминьский и его единомышленники всячески пропагандировали «„духовные скрепы“ польского мира», противопоставляя их западноевропейским ценностям и американскому образу жизни. При этом польская традиция увязывалась с коммунистической идеологией, союзом с СССР, принадлежностью ПНР к Советскому блоку.
Заметны были в RSK и антисемитские мотивы, также повторявшие «партизан» и «Грюнвальд». Каминьский даже позитивно оценивал эту сторону взглядов своего непримиримого противника Юрчика: в том смысле, что критика еврейского влияния в ПОРП «разоблачает еврейскую экспансию». Такого рода высказывания лидера RSK шли вразрез с официальной линией и вызывали раздражённую критику в воеводском комитете ПОРП.

## Выступления и конфликты
Деятельность RSK заключалась в публичных собраниях, выступлениях, внутрипартийной полемике. В июле 1981 за несколько дней до открытия IX съезда ПОРП в Катовице была проведена конференция и митинг «бетона» с участием представителей KFP, PFK, «Варшавы 80», RSK других региональных группировок. Участники конференции направили открытое письмо делегатам съезда с призывом отстоять марксистско-ленинский характер ПОРП. 
Но основные конфликты возникали даже не столько с открытыми антикоммунистами «Солидарности», сколько с реформистскими «горизонталями ПОРП» и другими «партийными либералами». RSK Каминьского и SPFD Пшигодского выдвигали взаимные обвинения во фракционности. 12 ноября 1981 в Щецинском технологическом университете прошло крупное мероприятие с участием лидеров «горизонтального движения» Стефана Братковского и Войцеха Ламентовича. Около шестисот участников критиковали сталинистские тенденции в ПОРП. Учитывая место проведения, RSK становилось одним из главных объектов этой критики. Столкновение позиций подчёркивалось приветствием от «Солидарности».
RSK имело влиятельную поддержку в высшем руководстве ПОРП. Покровителем выступал главный идеолог «бетона» Стефан Ольшовский — член Политбюро, секретарь ЦК, в прошлом и будущем министр иностранных дел. Таким группам, как KFP (куратор Анджей Жабиньский), «Варшава 80» (куратор Станислав Кочёлек), PFK (куратор Тадеуш Грабский), RSK (куратор Ольшовский), отводилась вполне конкретная функция — создать в правящей партии авангард догматизма и агрессии против «Солидарности» и реформистских «горизонталей». Особенно актуально это было при подготовке IX чрезвычайного съезда ПОРП. Но после съезда на первый план выдвигались «товарищи в погонах» во главе с генералом Ярузельским. Значимость политических группировок «бетона» сильно уменьшилась.
Щецинский воеводский комитет ПОРП первоначально одобрял RSK. Первый секретарь Мискевич негативно оценивал SPFD. Секретарь по оргвопросам Стефан Рогальский публично защищал RSK от критики реформистов. Но агрессивный догматизм RSK, наряду с откровенным антисемитизмом, персональные нападки на партийных функционеров за «оппортунизм» быстро и резко ухудшили отношения с воеводским комитетом.
В октябре 1981 председатель идеологической комиссии воеводского комитета ПОРП Влодзимеж Миндович фактически приравнял RSK к SPFD: Форум обвинил в «деструктивности», Движение — в «узурпации права судить, кто настоящий коммунист, а кто нет». Миндович даже поставил на вид поддержку RSK со стороны «товарищей из Советского Союза, Чехословакии и ГДР» — с явным намёком на недопустимость иностранных связей в обход руководства ПОРП. В октябре воеводская партконференция предложила прекратить деятельность RSK. Членам щецинской парторганизации рекомендовалось прекратить участие и в SPFD, и в RSK.

## Прекращение
С осени 1981 RSK функционировало как марксистско-ленинский семинар, а не общественно-политическая организация (аналогичным образом переформатировался и KFP). Это было связано с постепенным ужесточением ситуации. Сделав ставку на установление военного режима, руководство ПОРП блокировало и сворачивало все виды «неформальной» активности. Готовилось подавление «Солидарности» прямым военным насилием. При таких обстоятельствах номенклатура утратила нужду в организациях типа RSK. Однако выступления Каминьского и его сторонников продолжались до декабря.
13 декабря 1981 в Польше было введено военное положение. Иренеуш Каминьский активно поддержал Военный совет национального спасения, примыкал к ортодоксально-догматичной Ассоциации «Реальность» отставного партийного секретаря Грабского и журналиста Рышарда Гонтажа. Однако деятельность RSK была прекращена.